# Denis la Malice (film)
Pour les articles homonymes, voir Denis la Malice (homonymie).
Série
Denis la Malice sème la panique
(1998)
Pour plus de détails, voir Fiche technique et Distribution.
Denis la Malice ou Denis la petite peste au Québec (Dennis the Menace) est un film américain de Nick Castle sorti en 1993 et adapté de la bande dessinée homonyme créée en 1951. La réplique du film la plus connue est « Ça a un drôle de goût. Ça a un goût de peinture... et de bois ! »
Ce film est un succès au box office avec plus de 127 millions de dollars de recettes mondiales et obtient des critiques positives,.
Il engendra deux films sortis directement en vidéo : Denis la Malice sème la panique (1998) et Le Noël de Denis la Malice (2007).

## Synopsis
Denis Mitchell est un petit garçon de 5 ans très malicieux. Il ne cesse d'exaspérer son voisin, George Wilson, un postier retraité et passionné de jardinage, vivant avec sa femme Martha Wilson.
Quand les parents de Denis, Alice et Henry Mitchell, doivent s'absenter chacun de leur côté pour des raisons professionnelles, ils confient leur fils à George et à Martha. Ainsi commence une aventure espiègle, notamment lorsqu'a lieu une soirée que George attend avec impatience depuis longtemps.

## Fiche technique
- Titre original : Dennis the Menace
- Titre français : Denis la Malice
- Titre québécois : Denis la petite peste
- Réalisation : Nick Castle
- Scénario : John Hughes d'après les personnages créés par Hank Ketcham
- Direction artistique : Jim Bissell, David Willson (supervision) ; Michael Baugh, Steven Wolff
- Décors : Eve Cauley
- Costumes : Bridget Kelly, Ann Roth
- Photographie : Thomas E. Ackerman
- Montage : Alan Heim
- Musique : Jerry Goldsmith
- Production : John Hughes, Richard Vane ; William Ryan (associé)
- Sociétés de production : Hughes Entertainment, Hank Ketcham Enterprises, Warner Bros. Family Entertainment
- Société de distribution : Warner Bros
- Budget : 35 millions $
- Pays d'origine :  États-Unis
- Langue : anglais
- Format : Couleur (Technicolor) - 35 mm - 1,85:1 - son Dolby stéréo
- Genre : comédie
- Durée : 95 minutes
- Dates de sorties :
  - États-Unis : 25 juin 1993
  - Royaume-Uni : 30 juillet 1993
  - France : 18 août 1993
- DVD : Sortie le 18 juin 2003 chez Warner

## Distribution
- Mason Gamble (VF : Hervé Grull ; VQ : Sébastien Thouny) : Denis Mitchell
- Walter Matthau (VF : Jean-Claude Michel ; VQ : Yves Massicotte) : George Wilson
- Joan Plowright (VF : Paule Emanuele ; VQ : Yolande Roy) : Martha Wilson
- Lea Thompson (VF : Brigitte Berges ; VQ : Valérie Gagné) : Alice Mitchell
- Robert Stanton (VF : Éric Legrand ; VQ : Carl Béchard) : Henry Mitchell
- Christopher Lloyd (VF : Pierre Hatet ; VQ : Guy Nadon) : Sam Switchblade, le cambrioleur
- Amy Sakasitz (VQ : Sabrina Germain) : Margaret Wade
- Kellen Hathaway (VQ : Martin Pensa) : Joey
- Natasha Lyonne (VQ : Caroline Dhavernas) : Polly
- Devin Ratray (VF : Tony Marot) : Mickey
- Paul Winfield (VF : Mario Santini ; VQ : Benoît Rousseau) : le chef de la police
- Hank Johnston : Gunther Beckman
- Melinda Mullins (VF : Martine Meiraghe ; VQ : Marie-Andrée Corneille) : Andrea
- Billie Bird (VF : Lita Recio) : Edith Butterwell
- Bill Erwin (VF : Pierre Baton ; VQ : Gérard Delmas) : Edward Little
- Arnold Stang (VF : Claude Nicot) : le photographe
- Ben Stein : Boss

## Box office
Ce film est un succès au box office avec plus de 127 millions de dollars de recettes mondiales et obtient des critiques positives,.

## Autour du film
- Ce film a été réalisé à la suite du succès de la série d'animation Denis la Malice. Une série intitulée Denis la petite peste avait auparavant été créée (1959-1963) avec le même personnage.
- Denis est âgé de 5 ans dans le film mais de 10 ans dans le dessin animé.

## Suites
- Le film Denis la Malice sème la panique (Dennis the Menace Strikes Again) réalisé par Jeffrey Reiner et sorti directement en vidéo en 1998 est considéré comme une suite à Denis la Malice.
- Une seconde télésuite Le Noël de Denis la Malice (A Dennis the Menace Christmas) réalisé par Ron Oliver et sorti directement en vidéo en 2007 est considéré comme une suite à Denis la Malice et Denis la Malice sème la panique.

## Jeux vidéo
Le film a connu une adaptation en jeu vidéo par Ocean Software sur Amiga, Super Nintendo et Game Boy. Une version Nes était prévue mais fut annulée.